# Tetragoneura derunei
Tetragoneura derunei är en tvåvingeart som beskrevs av Lane 1952. Tetragoneura derunei ingår i släktet Tetragoneura och familjen svampmyggor. Inga underarter finns listade i Catalogue of Life.